# Glenea monticola
Glenea monticola là một loài bọ cánh cứng trong họ Cerambycidae.